# بخش الونسو دو الوارادو
بخش الونسو دو الوارادو (به اسپانیایی: Alonso de Alvarado District) یک سکونتگاه مسکونی در پرو است که در منطقه سن مارتین واقع شده‌است.

## خصوصیات
بخش الونسو دو الوارادو ۲۹۴٫۲ کیلومترمربع مساحت و ۱۱٬۹۰۳ نفر جمعیت دارد و ۱٬۱۰۰ متر بالاتر از سطح دریا واقع شده‌است.